# Showboat
Le Showboat Casino est un casino d'Atlantic City, New Jersey. Il appartient à Harrah's Entertainment, il compte 755 chambres et 25 étages. Sa construction s'est achevée en 1987 et il est bâti sur le thème de La Nouvelle-Orléans. Son adresse est le 801 Boardwalk Atlantic City, NJ 08401.

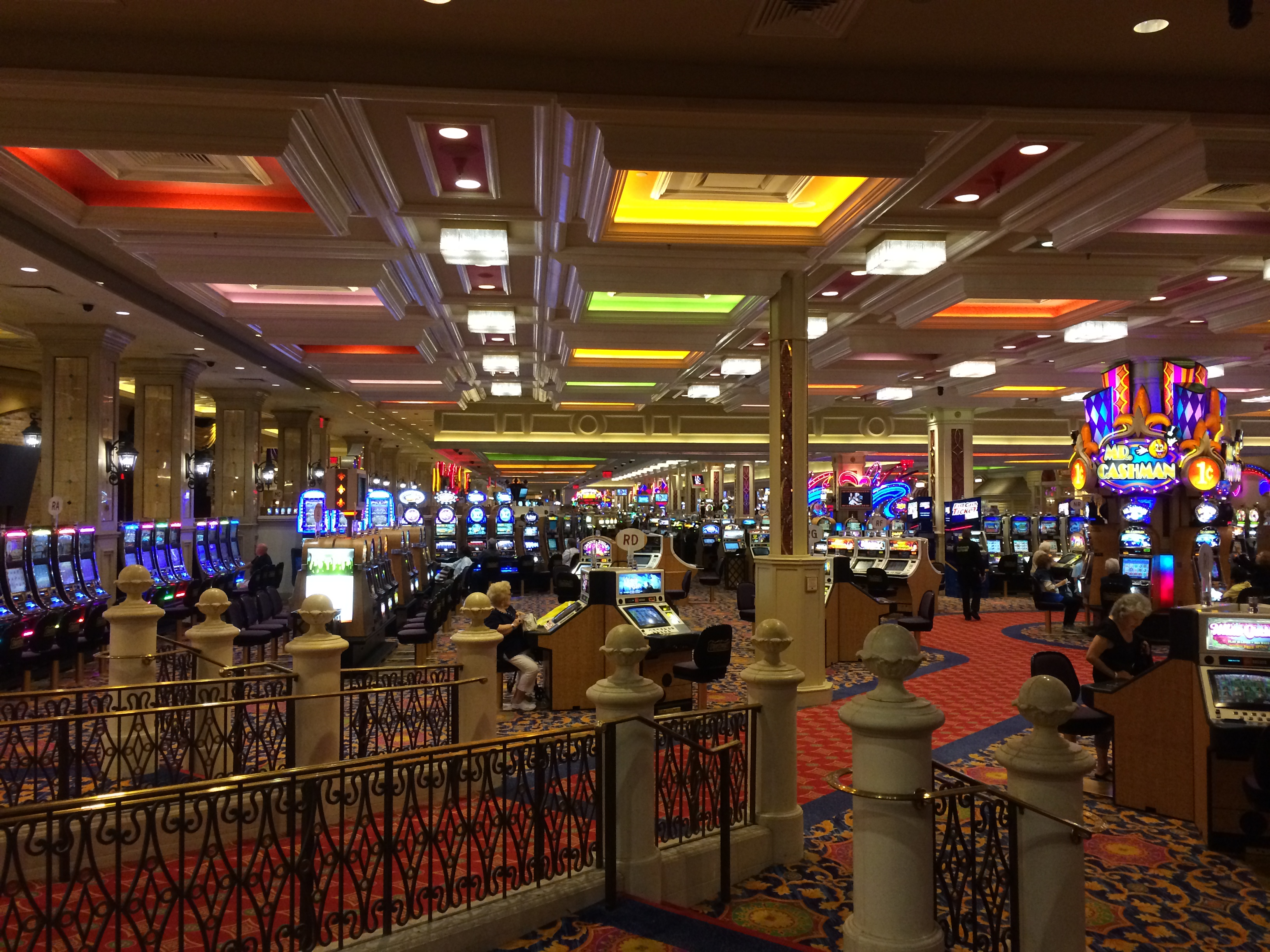
Le casino